# Ruth Sutherland
Pour les articles homonymes, voir Sutherland.
Ruth Sutherland (1884-1948) est une peintre impressionniste et critique d'art australienne.
Elle est l'un des membres fondateurs de la Twenty Melbourne Painters Society (en).

## Biographie
Ruth Sutherland naît à Adélaïde (Australie) en 1884. Elle est la nièce de la peintre Jane Sutherland et la sœur de la compositrice Margaret Sutherland. Elle est aussi une cousine de l'artiste et écrivaine Stella Bowen (en) et la petite-fille du dessinateur George Sutherland, qui avait émigré d'Écosse en Australie.
Elle est l'élève de Gwen Barringer (en) dans sa région natale, avant de partir étudier à Melbourne à la National Gallery of Victoria Art School auprès de Lindsay Bernard Hall et de Frederick McCubbin, de l'École de Heidelberg. Ses camarades de classe sont principalement des femmes, parmi lesquelles Hilda Rix Nicholas, Norah Gurdon, Jessie Traill, Dora Wilson et Vida Lahey.
Sutherland écrit des articles pour le journal de Melbourne The Age et pour la revue Art in Australia (en).
Elle est l'un des membres des Twenty Melbourne Painters Society (en), qu'elle a cofondé. Elle tient une exposition commune d'huiles, d'aquarelles et de pastels avec ses collègues artistes Dora Wilson et May Roxburgh en 1918. Sutherland avait déjà exposé avec Dora Wilson avant les sociétés d'artistes établies par la suite, exposant dans le cadre de The Waddy en 1909, avec Janet Cumbrae-Stewart (en) et Nora Gurdon. Elle expose également avec la Yarra Sculptors' Society.
Ruth Sutherland aime faire des paysages, louer un cottage à Lilydale avec Bernice E. Edwell (en) et Florence Aline Rodway (en) pour dessiner la campagne environnante.
Ruth Sutherland meurt en 1948.

## Œuvres

Aquarelles de Ruth Sutherland
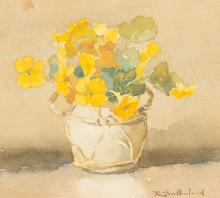
Still life, coll. priv.
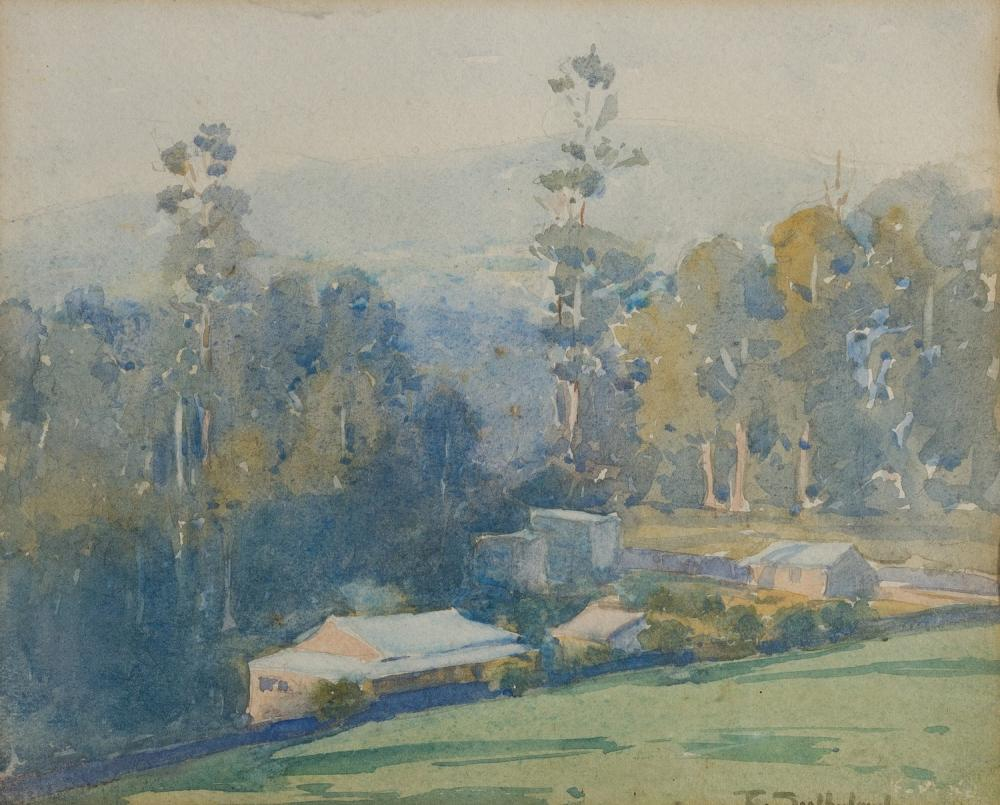
Homestead, coll. priv.
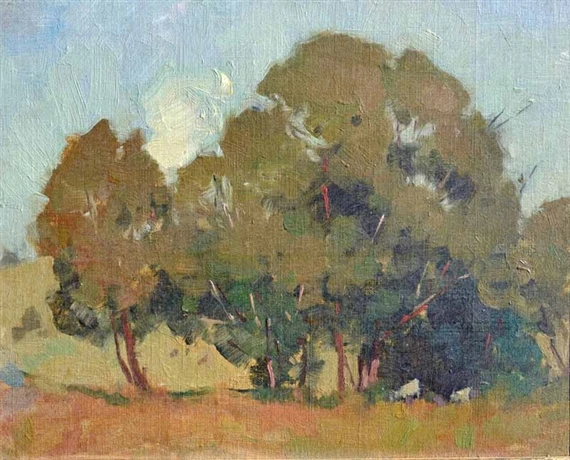
The Ruin & Trees, coll. priv.
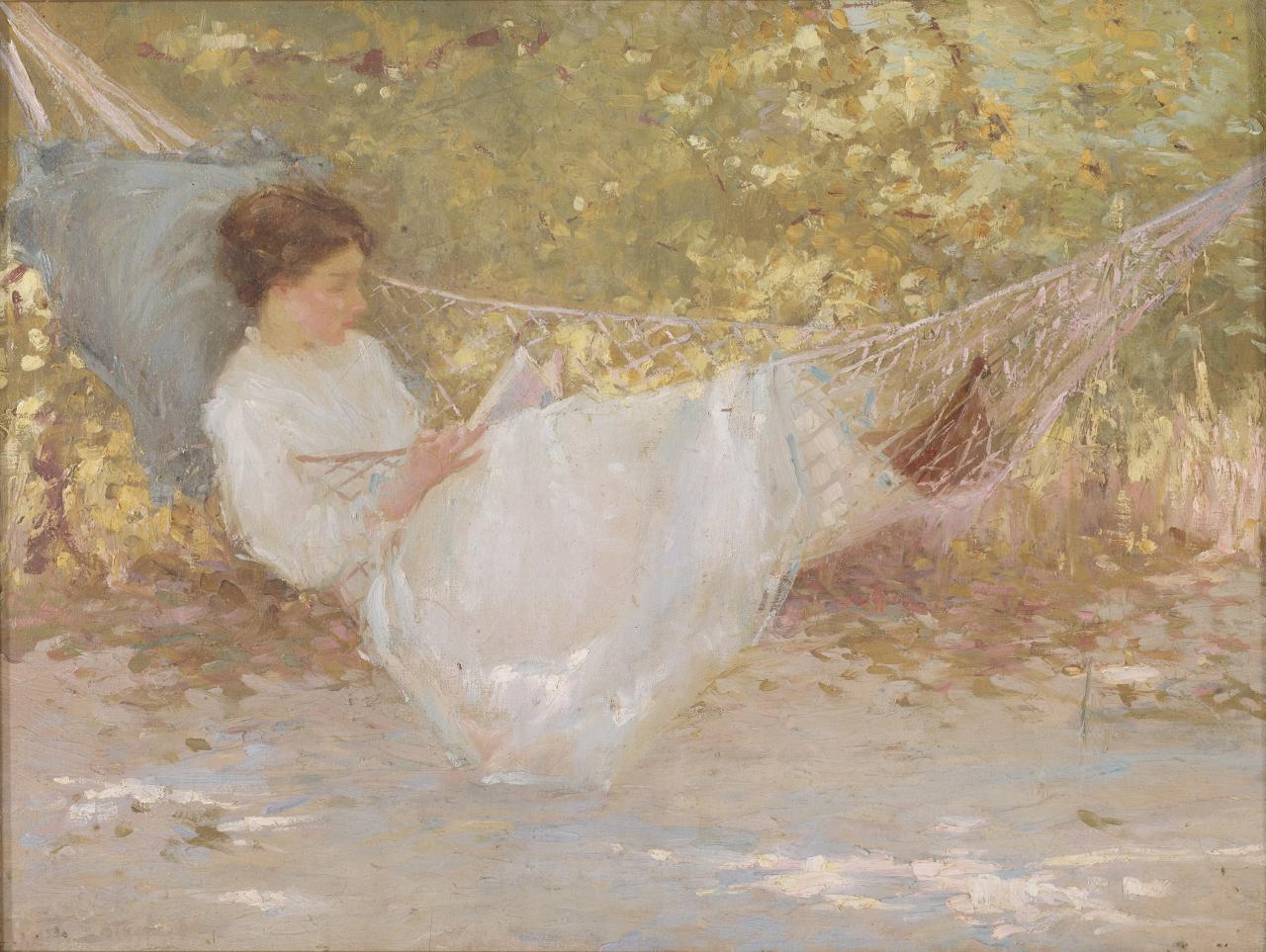
Girl in a hammock, National Gallery of Victoria.

## Expositions
- 1909, « The Waddy » society of artists, au Guild Hall[10]
- 1909, Federal Art Exhibition, à la North terrace[13]
- 1911, Yarra Sculptors Society, à l'Athenaeum Hall[14]
- 1912, « The Waddy » society (avec Dora Taylor et Janet Cumbrae-Stewart (en)), à la Tuckett and Styles' Gallery[15]
- 1912, Exposition collective (avec Dora Wilson et Norah Gurdon), à la Tuckett and Styles' Gallery[16]
- 1912, Exposition d'automne de la Victorian Artists Society, aux Albert Street galleries[17]
- 1913, Exposition collective à l'Athenaeum Hall[18]
- 1914, Australian Art Association (en), à l'Athenaeum Hall[19]
- 1914, British History Tableaux (pour la Croix Rouge), Victorian Artists Society (en)[20]
- 1914, Twelve Melbourne Painters Society second exhibition, à l'Athenaeum Hall[21]
- 1915, Exposition annuelle de la Victorian Artists Society (en)[22]
- 1916, Exposition annuelle de la Victorian Artists Society (en)[23]
- 1916, French Week appeal exhibition, au Town Hall[24]
- 1917, Exposition annuelle de l'Australian Art Association (en)[25]
- 1918, Exposition collective (avec Dora Wilson et May Roxburgh), à la Fine Art Society
- 1919, French aid exhibition, aux Fine Art Galleries[26]
- 1919, Twenty Melbourne Painters Society (en), à l'Athenaeum Gallery[27]
- 1919, Exposition annuelle de la Melbourne Society of Women Painters and Sculptors, aux Victoria Markets[28]
- 1920, Twenty Melbourne Painters Society, à l'Athenaeum Hall[29]
- 1940, Exposition annuelle de la Melbourne Society of Women Painters and Sculptors, à l'Athenaeum Gallery[30]
- 1941, Exposition annuelle de la Melbourne Society of Women Painters and Sculptors, à l'Athenaeum Gallery[31]

Rétrospective
- 1950, Memorial exhibition for Ruth Sutherland, à la Melbourne Book Club Gallery[32]